# Dračevo (Čapljina, BiH)
Dračevo je naseljeno mjesto u gradu Čapljini, Federacija BiH, BiH.

## Zemljopis
Nalazi se na samoj granici s Metkovićem (RH). Kroz naselje prolazi rijeka Krupa, koja se ulijeva u Neretvu. 
Rijeka Krupa je poznata po rijetkom fenomenu. Naime, jedna od rijetkih rijeka na svijetu koja ide uzvodno. Taj prirodni fenomen je obrazložen kao posljedica toga sto je Neretva zajedno s morskim strujama "gura" uzvodno. Samo područje je veoma plodno, te je zbog blizine rijeka i povoljne klime veoma pogodno za poljodjelsku obradu.

## Stanovništvo

### Popisi 1971. – 1991.
| Dračevo            |               |               |               |
| godina popisa      | 1991.         | 1981.         | 1971.         |
| Hrvati             | 582 (92,38 %) | 563 (92,14 %) | 526 (90,37 %) |
| Srbi               | 41 (6,50 %)   | 45 (7,36 %)   | 55 (9,45 %)   |
| Muslimani          | 0             | 0             | 0             |
| Jugoslaveni        | 0             | 3 (0,49 %)    | 0             |
| ostali i nepoznato | 7 (1,11 %)    | 0             | 1 (0,17 %)    |
| ukupno             | 630           | 611           | 582           |

### Popis 2013.
| Dračevo            |               |
| godina popisa      | 2013.         |
| Hrvati             | 545 (98,02 %) |
| Srbi               | 4 (0,72 %)    |
| Bošnjaci           | 2 (0,36 %)    |
| ostali i nepoznato | 5 (0,90 %)    |
| ukupno             | 556           |

## Župa Dračevo
Nastanak današnje župe Dračevo seže još u 1874. kada je odcijepljena od župe Dubrave kao sedma župa Trebinjsko-mrkanske biskupije, pod imenom župa Gabela. Prostirala se uglavnom na lijevoj obali Neretve, a obuhvaćala je sljedeća naselja: Doljani, Dračevo, Sjekose, Bajovci, Višići, Čeljevo, Tasovčići, Klepci, Loznica i Gnjilišta. Na suprotnoj obali Neretve postojala je župa sličnog imena – Stara Gabela (danas naseljeno mjesto Gabela). Prvobitno sjedište ove župe bilo je u mjestu Doljani gdje je od prije postojala crkva sv. Lovre, a središnja crkva za župu, crkva Marijina Rođenja izgrađena je 1861. te je župa dobila naziv Doljani. Zbog početka Hercegovačkog ustanka u lipnju 1875. prvi je župnik fra Orazio iz Torina zajedno sa svim župljanima morao pobjeći. Crkva je za vrijeme ustanka devastirana te je pred kraj rata vraćena u funkciju a župnik se kasnije nastanio u Staroj Gabeli. Od godine 1877. stanovao je u iznajmljenoj kući u Čeljevu i od tada župa je nosila ime Čeljevo. U skladu s tim, provikar Lazarević je predložio gradnju crkve u novom središtu, ali se ona nije napravila zbog suprotstavljanja muslimanskih glavara. Tako je krajem ustanka nova župna crkva Imena Marijina sagrađena u mjestu Klepci koje je tako postalo sjedište župe, a župa dobila novo ime – župa Klepci. Na temeljima te crkve tadašnji župnik don Ilija Tomas sagradio je 1938. novu crkvu koja je zapaljena i devastirana 1942. a župnik ubijen. Brigu o vjernicima župe do njene obnove 1951. vodili su svećenici iz Čapljine i Metkovića. Dolaskom don Jakova Bagarića u Dračevu se od 1962. do 1967. izgradio župni stan. Tadašnja je vlast 1966. u potpunosti srušila crkvu u Klepcima, a u Dračevu je od 1967. do 1970. građena crkva Uznesenja Blažene Djevice Marije te se od tada župa i službeno zove župa Dračevo. Od nje su se 1969. odcijepila mjesta Hotanj i Počitelj i pripojila tada novoosnovanoj župi Domanovići, a 1974. je osnovana župa Čeljevo kojoj su pripala mjesta: Tasovčići, Gnjilišta, Čeljevo, Klepci i Loznica. Tako područje današnje župe Dračevo obuhvaća mjesta: Višići, Dračevo, Doljani i Sjekose.

### Župnici župe
- fra Orazio iz Torina, 1874. – 1884.
- don Nikola Lazarević, 1885. – 1897.
- don Klemo Sumić, 1897. – 1921.
- don Ivan Raguž, 1921. – 1928.
- don Ilija Tomas, 1928. – 1942.
- don Aleksandar Boras, 1951. – 1953. (upravitelj)
- don Jakov Bagarić, 1953. – 1981.
- don Srećko Čulina, 1981. – 1988.
- don Jozo Ančić, 1988. – 1991.
- don Đuro Bender, 1991. – 2002.
- don Ivan Kordić, 2002. – 2008.
- don Ivica Boras, 2008. – 2011.
- don Ante Đerek, 2011. – 2012.
- don Vinko Raguž, 2012. – 2022.
- don Krešo Puljić,[4] 2022. – danas

## Znamenitosti
- Rt-kula, srednjovjekovna utvrda na lijevoj obali Krupe, nacionalni spomenik BiH. Točan datum nastanka je nepoznat, ali se pretpostavlja da je iz 17. stoljeća. Prvi pisani spomen nalazi se u putopisu Evlije Čelebije koji spominje Kor kulu koju je sagradio izvjesni Kodža Mustafa-paša, vezir Mehmeda II. Vjerojatno je izgrađena kao dio obrambenog sustava Osmanskog Carstva na granici s Mletačkom Republikom, a u svrhu sprječavanja krijumčarenja rasprostranjenog u dolini Neretve. Kružnog je oblika, unutarnjeg promjera 3,60 metara, visine s unutarnje strane 7-8 metara, a s vanjske doseže 10 metara. Građena je od kamenih blokova povezanih žbukom, zidova debljine oko 1,20 metara.[5]

- Crkva Uznesenja Blažene Djevice Marije, župna crkva